# Division 8 i fotboll för herrar
Division 8 i fotboll är den lägsta divisionen i svensk fotboll och är nivå 10. Vinnarlagen flyttas upp till division 7. Endast ett regionalt fotbollsförbund har Division 8-serier 2024, närmare bestämt Uppland.

## Indelning
- Uppland Norra
- Uppland Östra